# Geschichte der Kaiser-Wilhelm-Gesellschaft im Nationalsozialismus (Buchreihe)
Die Buchreihe Geschichte der Kaiser-Wilhelm-Gesellschaft im Nationalsozialismus entstand als Ergebnis des Forschungsprogramms „Geschichte der Kaiser-Wilhelm-Gesellschaft im Nationalsozialismus“. Die Max-Planck-Gesellschaft hatte eine Präsidentenkommission mit dem Forschungsprogramm beauftragt. Die Bände der Reihe erschienen in den Jahren 2000 bis 2008 im Wallstein Verlag in Göttingen. Herausgeber waren Reinhard Rürup (Technische Universität Berlin) und Wolfgang Schieder (Universität zu Köln). Die Buchreihe umfasst sowohl Sammelbände als auch Monografien.

## Bände
Nach offizieller Zählung erschienen 17 Bände, wobei die Bände 1, 15 und 16 jeweils zwei Teilbände umfassen.
| Band | Herausgeber/ Verfasser               | Titel | Jahr | Seiten | ISBN                   |
| ---- | ------------------------------------ | --- | ---- | ------ | ---------------------- |
| 1    | Doris Kaufmann (Hg.)                 | Geschichte der Kaiser-Wilhelm-Gesellschaft im Nationalsozialismus. Bestandsaufnahme und Perspektiven der Forschung. (Zwei Bände)                                         | 2000 | 1192   | ISBN 978-3-89244-423-7 |
| 2    | Susanne Heim (Hg.)                   | Autarkie und Ostexpansion. Pflanzenzucht und Agrarforschung im Nationalsozialismus.                                                                                      | 2002 | 306    | ISBN 978-3-89244-496-1 |
| 3    | Helmut Maier (Hg.)                   | Rüstungsforschung im Nationalsozialismus. Organisation, Mobilisierung und Entgrenzung der Technikwissenschaften.                                                         | 2002 | 396    | ISBN 978-3-89244-497-8 |
| 4    | Hans-Walter Schmuhl (Hg.)            | Rassenforschung an Kaiser-Wilhelm-Instituten vor und nach 1933. | 2003 | 357    | ISBN 978-3-89244-471-8 |
| 5    | Susanne Heim                         | Kalorien, Kautschuk, Karrieren. Pflanzenzüchtung und landwirtschaftliche Forschung in Kaiser-Wilhelm-Instituten 1933–1945.                                               | 2003 | 280    | ISBN 978-3-89244-696-5 |
| 6    | Carola Sachse (Hg.)                  | Die Verbindung nach Auschwitz. Biowissenschaften und Menschenversuche an Kaiser-Wilhelm-Instituten.                                                                      | 2003 | 336    | ISBN 978-3-89244-699-6 |
| 7    | Wolfgang Schieder, Achim Trunk (Hg.) | Adolf Butenandt und die Kaiser-Wilhelm-Gesellschaft. Wissenschaft, Industrie und Politik im „Dritten Reich“.                                                             | 2004 | 456    | ISBN 978-3-89244-752-8 |
| 8    | Rolf-Ulrich Kunze                    | Ernst Rabel und das Kaiser-Wilhelm-Institut für ausländisches und internationales Privatrecht 1926–1945.                                                                 | 2004 | 272    | ISBN 978-3-89244-798-6 |
| 9    | Hans-Walter Schmuhl                  | Grenzüberschreitungen. Das Kaiser-Wilhelm-Institut für Anthropologie, menschliche Erblehre und Eugenik 1927–1945.                                                        | 2005 | 597    | ISBN 978-3-89244-799-3 |
| 10   | Alexander von Schwerin               | Experimentalisierung des Menschen. Der Genetiker Hans Nachtsheim und die vergleichende Erbpathologie 1920–1945.                                                          | 2004 | 424    | ISBN 978-3-89244-773-3 |
| 11   | Florian Schmaltz                     | Kampfstoff-Forschung im Nationalsozialismus. Zur Kooperation von Kaiser-Wilhelm-Instituten, Militär und Industrie.                                                       | 2005 | 676    | ISBN 978-3-8353-3169-3 |
| 12   | Bernd Gausemeier                     | Natürliche Ordnungen und politische Allianzen. Biologische und biochemische Forschung an Kaiser-Wilhelm-Instituten.                                                      | 2005 | 352    | ISBN 978-3-89244-954-6 |
| 13   | Michael Schüring                     | Minervas verstoßene Kinder. Vertriebene Wissenschaftler und die Vergangenheitspolitik der Max-Planck-Gesellschaft.                                                       | 2006 | 416    | ISBN 978-3-89244-879-2 |
| 14   | Reinhard Rürup                       | Schicksale und Karrieren. Gedenkbuch für die von den Nationalsozialisten aus der Kaiser-Wilhelm-Gesellschaft vertriebenen Forscherinnen und Forscher.                    | 2008 | 539    | ISBN 978-3-89244-797-9 |
| 15   | Rüdiger Hachtmann                    | Wissenschaftsmanagement im „Dritten Reich“. Geschichte der Generalverwaltung der Kaiser-Wilhelm-Gesellschaft. (Zwei Bände)                                               | 2007 | 1397   | ISBN 978-3-8353-0108-5 |
| 16   | Helmut Maier                         | Forschung als Waffe. Rüstungsforschung in der Kaiser-Wilhelm-Gesellschaft und das Kaiser-Wilhelm-Institut für Metallforschung, 1900–1945/48. (Zwei Bände)                | 2007 | 1235   | ISBN 978-3-8353-0109-2 |
| 17   | Helmut Maier (Hg.)                   | Gemeinschaftsforschung, Bevollmächtigte und der Wissenstransfer. Die Rolle der Kaiser-Wilhelm-Gesellschaft im System kriegsrelevanter Forschung des Nationalsozialismus. | 2007 | 613    | ISBN 978-3-8353-0182-5 |

## Preprints
In den Jahren 2000 bis 2005 wurden 28 Vorabdrucke (Preprints) veröffentlicht – als Teile der Serie Ergebnisse. Vorabdrucke aus dem Forschungsprogramm „Geschichte der Kaiser-Wilhelm-Gesellschaft im Nationalsozialismus“. Diese vergleichsweise kurzen Publikationen sind als PDF-Dateien abrufbar.
Herausgeber waren Carola Sachse (Nr. 1 bis 21), Susanne Heim (Nr. 22 bis 24) und Rüdiger Hachtmann (Nr. 25 bis 28), jeweils im Auftrag der Präsidentenkommission der Max-Planck-Gesellschaft. 
| Nr. | Verfasser                               | Titel | Jahr | PDF |
| --- | --------------------------------------- | --- | ---- | --- |
| 1   | Hans-Walter Schmuhl                     | Hirnforschung und Krankenmord. Das Kaiser-Wilhelm-Institut für Hirnforschung 1937–1945. | 2000 |     |
| 2   | Robert N. Proctor                       | Adolf Butenandt (1903–1995). Nobelpreisträger, Nationalsozialist und MPG-Präsident. Ein erster Blick in den Nachlaß.                                                                          | 2000 |     |
| 3   | Carola Sachse, Benoit Massin            | Biowissenschaftliche Forschung in Kaiser-Wilhelm-Instituten und die Verbrechen des NS-Regimes. Informationen über den gegenwärtigen Wissensstand.                                             | 2000 |     |
| 4   | Susanne Heim                            | Research for Autarky. The contribution of scientists to Nazi rule in Germany. | 2001 |     |
| 5   | Helmut Maier                            | „Wehrhaftmachung“ und „Kriegswichtigkeit“. Zur rüstungstechnologischen Relevanz des Kaiser-Wilhelm-Instituts für Metallforschung in Stuttgart vor und nach 1945.                              | 2002 |     |
| 6   | Moritz Epple                            | Rechnen, Messen, Führen. Kriegsforschung am Kaiser-Wilhelm-Institut für Strömungsforschung (1937–1945).                                                                                       | 2002 |     |
| 7   | Susanne Heim                            | „Die reine Luft der wissenschaftlichen Forschung“. Zum Selbstverständnis der Wissenschaftler der Kaiser-Wilhelm-Gesellschaft.                                                                 | 2002 |     |
| 8   | Marianne Ufer                           | Dreifaches Exil. Rumänien, Afghanistan, Brasilien. | 2003 |     |
| 9   | Otto Gerhard Oexle                      | Hahn, Heisenberg und die anderen. Anmerkungen zu ‚Kopenhagen‘, ‚Farm Hall‘ und ‚Göttingen‘.                                                                                                   | 2003 |     |
| 10  | Mark Walker                             | Otto Hahn. Verantwortung und Verdrängung. | 2003 |     |
| 11  | Bernhard Strebel, Jens‑Christian Wagner | Zwangsarbeit für Forschungseinrichtungen der Kaiser-Wilhelm-Gesellschaft. Ein Überblick. | 2003 |     |
| 12  | Achim Trunk                             | Zweihundert Blutproben aus Auschwitz. Ein Forschungsvorhaben zwischen Anthropologie und Biochemie (1943–1945).                                                                                | 2003 |     |
| 13  | Gerald D. Feldman                       | Historische Vergangenheitsbearbeitung. Wirtschaft und Wissenschaft im Vergleich. | 2003 |     |
| 14  | Ruth Lewin Sime                         | Otto Hahn und die Max-Planck-Gesellschaft. Zwischen Vergangenheit und Erinnerung. | 2004 |     |
| 15  | Helga Satzinger                         | Rasse, Gene und Geschlecht. Zur Konstituierung zentraler biologischer Begriffe bei Richard Goldschmidt und Fritz Lenz, 1916–1936.                                                             | 2004 |     |
| 16  | Richard Beyler                          | „Reine“ Wissenschaft und personelle „Säuberungen“. Die Kaiser-Wilhelm-/Max-Planck-Gesellschaft 1933 und 1945.                                                                                 | 2004 |     |
| 17  | Sheila F. Weiss                         | Humangenetik und Politik als wechselseitige Ressourcen. Das Kaiser-Wilhelm-Institut für Anthropologie, menschliche Erblehre und Eugenik im „Dritten Reich“.                                   | 2004 |     |
| 18  | Günther Luxbacher                       | Roh- und Werkstoffe für die Autarkie. Textilforschung in der Kaiser-Wilhelm-Gesellschaft. | 2004 |     |
| 19  | Rüdiger Hachtmann                       | Eine Erfolgsgeschichte? Schlaglichter auf die Geschichte der Generalverwaltung der Kaiser-Wilhelm-Gesellschaft im „Dritten Reich“.                                                            | 2004 |     |
| 20  | Alexandra Przyrembel                    | Friedrich Glum und Ernst Telschow. Die Generalsekretäre der Kaiser-Wilhelm-Gesellschaft: Handlungsfelder und Handlungsoptionen der ‚Verwaltenden‘ von Wissen während des Nationalsozialismus. | 2004 |     |
| 21  | Ute Deichmann                           | Proteinforschung an Kaiser-Wilhelm-Instituten von 1930 bis 1950 im internationalen Vergleich.                                                                                                 | 2004 |     |
| 22  | Sheila F. Weiss                         | “The Sword of our Science” as a Foreign Policy Weapon. The Political Function of German Geneticists in the International Arena during the Third Reich.                                        | 2005 |     |
| 23  | Jürgen Peiffer                          | Wissenschaftliches Erkenntnisstreben als Tötungsmotiv? Zur Kennzeichnung von Opfern auf deren Krankenakten und zur Organisation und Unterscheidung von Kinder-„Euthanasie“ und T4-Aktion.     | 2005 |     |
| 24  | Ruth Lewin Sime                         | From Exceptional Prominence to Prominent Exception. Lise Meitner at the Kaiser Wilhelm Institute for Chemistry.                                                                               | 2005 |     |
| 25  | Susanne zur Nieden                      | Erbbiologische Forschungen zur Homosexualität an der Deutschen Forschungsanstalt für Psychiatrie während der Jahre des Nationalsozialismus. Zur Geschichte von Theo Lang.                     | 2005 |     |
| 26  | Mark Walker                             | Eine Waffenschmiede? Kernwaffen- und Reaktorforschung am Kaiser-Wilhelm-Institut für Physik.                                                                                                  | 2005 |     |
| 27  | Christoph Kreutzmüller                  | Zum Umgang der Kaiser-Wilhelm-Gesellschaft mit Geld und Gut. Immobilientransfers und jüdische Stiftungen 1933–1945.                                                                           | 2005 |     |
| 28  | Heiko Stoff                             | Eine zentrale Arbeitsstätte mit nationalen Zielen. Wilhelm Eitel und das Kaiser-Wilhelm-Institut für Silikatforschung 1926–1945.                                                              | 2005 |     |